# Mitrula
Mitrula es un género de hongos en la familia Sclerotiniaceae. Se le suele denominar "faro de pantano" en referencia a su estípite blanca coronada por un esporocarpo amarillo. El género se caracteriza por crecer en vegetación en descomposición en aguas poco profundas.